# '93 WINTER CONCERT BRAVO!Nippon
『'93 WINTER CONCERT BRAVO!Nippon』（93 ウィンター コンサート ブラボー ニッポン）は、光GENJIのコンサートビデオ、DVD。VHSは1994年4月6日発売。また、DVDは2003年8月20日に発売。発売元はポニーキャニオン。

## 収録曲
1. Overture
2. BRAVO!Nippon〜雪と氷のファンタジー〜
3. メドレー
  1. 君とすばやくSLOWLY
  2. 勇気100%
  3. CO CO RO
  4. BOYS in August
  5. 風の中の少年
  6. WINNING RUN
4. 雪色のピアス
5. 星が生まれた - 山本淳一
6. 2.5.7
7. WAI WAI HOLIDAY
8. そして旅がはじまる
9. Merry-go-round - 諸星和巳
10. 眠りにつく前に - 佐藤寛之、佐藤敦啓
11. 十六夜物語 - 赤坂晃
12. GOOD BYE DAY - 大沢樹生
13. メドレー
  1. 冒険者たち
  2. Rabbit Train
  3. GROWING UP
  4. なななのなの時間割
  5. Heartの地球儀
  6. Meet Me
14. 感じながら… - 佐藤敦啓
15. YOU'RE MY DREAM - 佐藤寛之
16. LONELY FUGITIVE - 内海光司
17. 三日月の夜に…
18. BREAK DOWN BOY
19. 君は世界を夢見て
20. BRAVO!Nippon〜雪と氷のファンタジー〜
21. きっと愛しあえる